# Gino Aldi Mai
Gino Giuseppe Aldi Mai (Manciano, 7 agosto 1877 – Manciano, 24 novembre 1940) è stato un avvocato e politico italiano.

## Biografia
Laureato a Roma, avvocato nella sua città, ha preso parte alla prima guerra mondiale guadagnandosi una croce al merito. Nell'immediato dopoguerra ha iniziato ad occuparsi di politica ed è stato consigliere comunale ed assessore a Grosseto. Di orientamento conservatore, nel 1921 viene eletto deputato nel collegio di Siena in una lista agraria-liberale che confluisce l'anno dopo nel Partito nazionale fascista. Rieletto nel 1924 e nominato nel 1929, rimane alla Camera fino al 1934, anno in cui viene nominato senatore. Podestà di Manciano dal 1926 al 1938.